# Trabea natalensis
Espèce
Trabea natalensis est une espèce d'araignées aranéomorphes de la famille des Lycosidae.

## Distribution
Cette espèce se rencontre en Afrique du Sud au KwaZulu-Natal et au Limpopo et au Lesotho,.

## Description
Le mâle holotype mesure 4,44 mm.
Le mâle décrit par Russell-Smith et Logunov en 2025 mesure 4,10 mm et la femelle 5,50 mm.

## Systématique et taxinomie
Cette espèce a été décrite par Russell-Smith en 1982.

## Étymologie
Son nom d'espèce, composé de natal et du suffixe latin -ensis, « qui vit dans, qui habite », lui a été donné en référence au lieu de sa découverte, le Natal.

## Publication originale
- Russell-Smith, 1982 : « A revision of the genus Trabaea Simon (Araneae: Lycosidae). » Zoological Journal of the Linnean Society, vol. 74, p. 69-91.